# Вінклер (Манітоба)
 Ві́нклер  (англ. Winkler) — місто в сільському муніципалітеті Стенлі, області Пембіна Вейлі, у південній частині провінції Манітоба в Канаді. Регіональний центр торгівлі, сільського господарства та промисловості. Сьоме за величиною і найдинамічніше місто провінції.

## Історія
Виникло в 1874 році як поселення російських менонітів. Перша громада Братства Менонітів в поселенні була заснована в 1888 році. В 1892 році Вінклер був офіційно заснований лісопромисловцем і політиком з прилеглого містечка Морден Валентином Вінклер.
7 квітня 2002 року Вінклер отримав статус міста.

## Географія і клімат
Місто розташоване на заході долини річки Ред, у районі пляжів стародавнього озера Агассис.
Клімат різко континентальний. Температура влітку від 20 до 30°С, взимку від −15 до −25 °C. Випадає в середньому 416 мм опадів (більшість з яких припадає на весняні та літні місяці). Товщина сніжного покриву 1,197 м.

## Економіка
З 4380 працюючих в Вінклері чоловік 30% зайняті в промисловому секторі, 20% в галузі охорони здоров'я та освіти.
У місті виробляються автомобільні фургони, мобільні та плавучі будинки, сільськогосподарська техніка, вікна та двері. Є два ливарних цехи, завод солом'яного волокна і завод з переробки шин.
Сільське господарство району орієнтоване на вирощування картоплі, пшениці, ріпаку, кукурудзи та квасолі. Росте поголів'я великої рогатої худоби і свиней. На місцевих молочних фермах налагоджено виробництво сиру.
У місті щороку з'являється до 20 нових підприємств.

## Населення
Станом на 2011 рік в Вінклері проживало 10600 чоловік.
За результатами перепису 2001 року середній вік 34,3 років. На кожні 100 жінок припадає 94,8 чоловіків.
Середній дохід на сім'ю складає $44227.
Середній дохід для всіх працюючих становить $22423, з них середній дохід чоловіків — $27787, жінок — $16061.
За результатами перепису 2006 року 25,66% населення мають дипломи вищих шкіл, з яких 9% мають університетські дипломи та ступені.
Завдяки німецькому мовному та релігійному походженням міста, більшість іммігрантів в Вінклері складають етнічні німці з колишнього Радянського Союзу, німецькі німці й німці-меноніти з Латинської Америки. Приріст населення в період між 2001 і 2006 роками становив 14,6%.

## Транспорт
В 2 км на півдні від Вінклера розташований аеропорт (Код ІКАО: CKZ7).

## Спорт
У місті існує хокейна команда Вінклер Флайерс, яка грає в юніорській хокейній лізі Манітоби.